# Ofício de sineiro
O ofício de sineiro foi registrado como patrimônio cultural imaterial do Brasil. O ofício mostra que a estrutura, composição e o saber tocar sinos está na habilidade e na memória dos sineiros de Minas Gerais.
Quando um antigo sineiro, por diferentes motivos, não pode mais tocar os sinos e não teve oportunidade de transmitir seu saber, a cadeia de reprodução dessa forma de expressão é interrompida, às vezes de forma irreversível, o que resalta a importância do registro.